# Haut fonctionnaire de défense et de sécurité
Pour les articles homonymes, voir Haut fonctionnaire et HFD.
Les hauts fonctionnaires de défense et de sécurité (HFDS) (autrefois appelés hauts fonctionnaires de défense [HFD]) exercent une fonction de défense et de sécurité au sein de la haute fonction publique française. Les ministères de la Défense et des Affaires étrangères disposent d'un haut fonctionnaire correspondant de défense et de sécurité, le ministère de l'Intérieur d'un haut fonctionnaire de défense, et les autres ministères d’un haut fonctionnaire de défense et de sécurité, éventuellement en partage avec un autre ministère. En 2012, le secrétaire général du gouvernement est désigné pour exercer les fonctions de HFDS auprès du Premier ministre.
Les hauts fonctionnaires de défense et de sécurité sont nommés par décret du Premier ministre sur proposition du ministre. 

## Historique
La nécessité de la fonction de haut fonctionnaire de défense a été constatée après la Seconde Guerre mondiale, quand on a constaté que l'administration avait été totalement déstabilisée par la rapidité de l'attaque allemande en 1940. C'est la raison pour laquelle ont été créés ces postes de haut fonctionnaire de défense, chargés de préparer, dès le temps de paix, les mesures propres à assurer la continuité de l'administration et une sécurité optimale en cas de guerre ou d'autres évènements graves.
La défense est définie ainsi par une ordonnance du 7 janvier 1959, abrogée et codifiée dans le code de la Défense : « La politique de défense a pour objet d'assurer l'intégrité du territoire et la protection de la population contre les agressions armées ».
Depuis 2010, les HFDS en titre sont les secrétaires généraux des ministères, chacun assisté d'un HFDS adjoint chargé de diriger le service dédié. Il convient de noter l'exception des hauts fonctionnaires correspondant de défense et de sécurité des ministères chargés de la défense et des affaires étrangères dont la mission est assurée respectivement par le chef du cabinet militaire du ministre des Armées et le directeur général de l’administration et de la modernisation.

## Missions
Les attributions des HFDS sont fixées par les articles R. 1143-1 à 1143-8 du code de la Défense. Ils animent et coordonnent la préparation des mesures de défense (plans de défense, sécurité de défense, protection du secret). Uniquement dans le cadre de leur activité, ils ont autorité sur l'ensemble des services du ministère concerné. Il revient aux ministres de mettre à leur disposition les moyens en personnel et en matériels nécessaires à l’exécution de leur mission. Depuis 1986, ils sont également chargés de la sécurité des systèmes d'information.
Ils entretiennent des liens étroits avec le secrétariat général de la Défense et de la Sécurité nationale, qui est sous l'autorité du Premier ministre, et tous les organes de sécurité comme par exemple la direction générale de la Sécurité intérieure (DGSI) ou l'Agence nationale de la sécurité des systèmes d'information (ANSSI).
Les activités des HFDS sur leur périmètre ministériel concernent notamment :
- l'organisation des plans de défense et de continuité d'activité ;
- l'organisation de la gestion de crise ;
- l'habilitation au secret de la défense nationale des personnes ayant à connaître des informations sensibles ;
- l'application des plans de sécurité publique, comme le plan Vigipirate ;
- l'application de la réglementation relative aux secteurs et activité d'importance vitale (SAIV) du périmètre ministériel ;
- l'organisation de l'intelligence économique.